# Eleccions presidencials de l'Uruguai de 1994
Les eleccions presidencials de l'Uruguai van tenir lloc el diumenge 27 de novembre del 1994, en una primera i única volta, per elegir un nou president de la República Oriental de l'Uruguai, càrrec que, fins a la data, ocupava el nacionalista Luis Alberto Lacalle des de l'1 de març de 1990.
El candidat centre-dretà del Partit Colorado, Julio María Sanguinetti Coirolo, va ser elegit president amb el 32,35% dels vots. Els principals candidats van eren:
- Julio María Sanguinetti Coirolo, pel Partit Colorado.
- Alberto Volonté, pel Partit Nacional.[2]
- Tabaré Vázquez, pel Front Ampli.[3]
- Rafael Michelini, pel Nou Espai.
- Rodolfo Vicente Tálice, pel Partit Verd Eto-Ecologista.

Julio María Sanguinetti Coirolo, l'expresident que va governar el país després de la dictadura militar (1973-1985) va guanyar les eleccions. Va obtenir 33% dels vots per establir una aliança inèdita amb el Partit Nacional amb l'objectiu d'evitar una possible victòria dels partits d'esquerra. De fet, el Front Ampli de Tabaré Vázquez havia assolit el 31% dels vots. Pel que fa a la renovació parlamentària, el Partit Colorado va obtenir-ne 32 diputats, mentre que el Partit Nacional i el Front Ampli van obtenir-ne 31. D'altra banda, al Nou Espai de Michelini li van correspondre 5 diputats.
Va ser la primera vegada a la història del país que els partits d'esquerra van obtenir més suport que els de centre i dreta: 36%, 32% i 31%, respectivament. Quant al senat, els partits Colorado i Nacional van rebre deu senadors, el Front Ampli nou, i el Nou Espai dos.

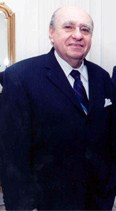
Julio María Sanguinetti
Alberto Volonté
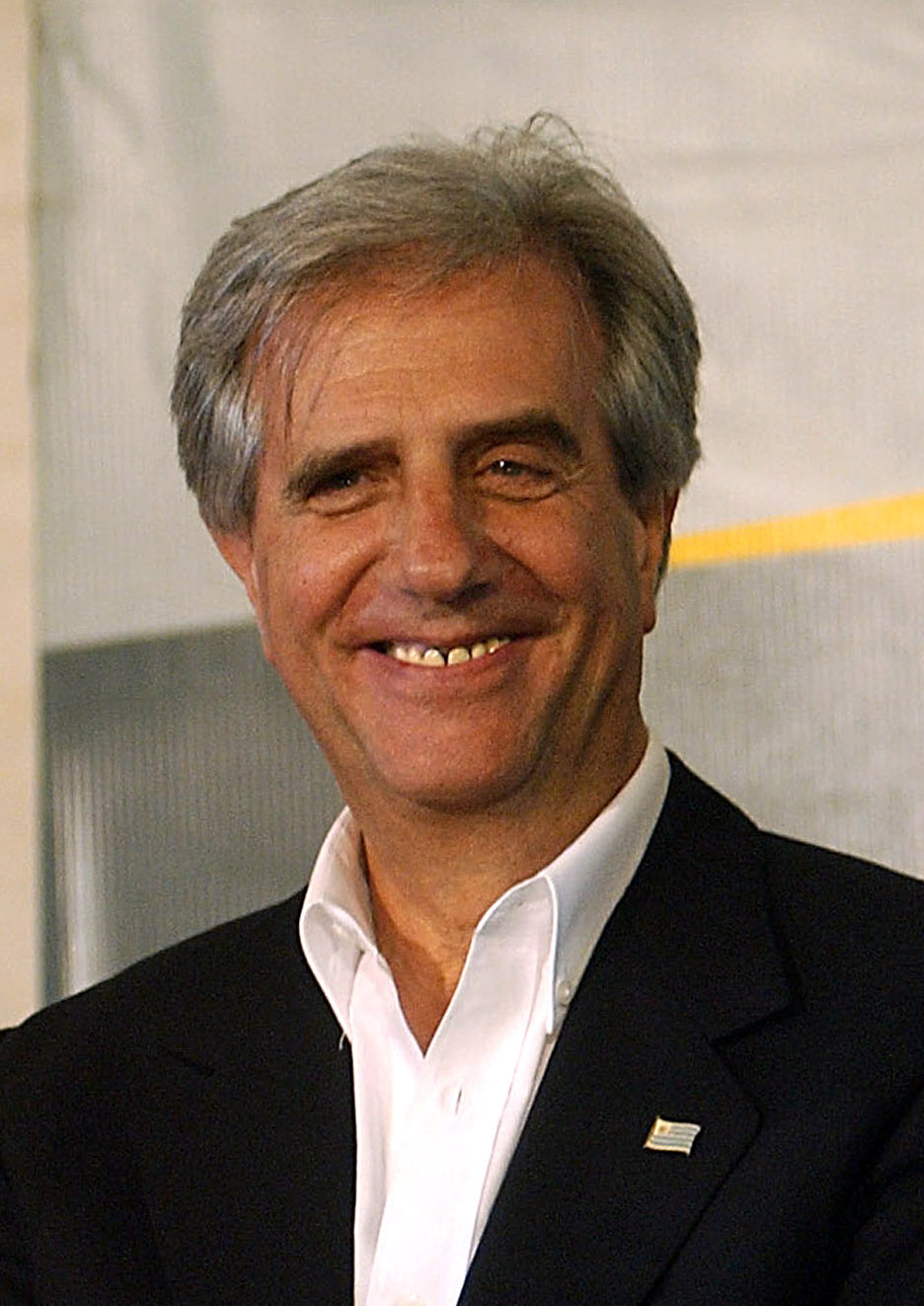
Tabaré Vázquez

## Resultats
|    | Candidat                                  | Partit                             | Vots      | %               | Resultat        | Diputats | Senadors |
| 1  | Julio María Sanguinetti Coirolo           | Partit Colorado (centre)           | 656.428   | 32,35           | President       | 32       | 10       |
| -- | ----------------------------------------- | ---------------------------------- | --------- | --------------- | --------------- | -------- | -------- |
| 2  | Alberto Volonté                           | Partit Nacional (dreta)            | 633.384   | 31,21           |                 | 31       | 10       |
| 3  | Tabaré Vázquez                            | Front Ampli (esquerra)             | 621.226   | 30,61           |                 | 31       | 9        |
| 4  | Rafael Michelini                          | Nou Espai (centreesquerra)         | 104.773   | 5,16            |                 | 5        | 2        |
| 5  | Rodolfo Vicente Tálice                    | Partit Ecologista (centreesquerra) | 5.498     | 0,27            |                 | -        | -        |
| 6  | Portill Mieres                            | Independent                        | 2.258     | 0,11            |                 | -        | -        |
| 7  | Canessa Gil                               | Independent                        | 1.645     | 0,81            |                 | -        | -        |
| 8  | Yafalian Daneli                           | Independent                        | 828       | 0,04            |                 | -        | -        |
| 9  | Andrana Rodríguez                         | Independent                        | 378       | 0,02            |                 | -        | -        |
| 10 | Silvia Forest                             | Independent                        | 333       | 0,02            |                 | -        | -        |
| 11 | Espínola Delgado                          | Independent                        | 161       | 0,01            |                 | -        | -        |
| 12 | Giassanti de Barros                       | Independent                        | 120       | 0,01            |                 | -        | -        |
| 13 | Álvarez Nummon                            | Independent                        | 117       | 0,01            |                 | -        | -        |
| 14 | Perdomo Olivera                           | Independent                        | 69        | 0,00            |                 | -        | -        |
|    | Total vots vàlids                         |                                    | 2.029.281 | 100             |                 |          |          |
|    | vots anul·lats                            |                                    | 28.822    | 1,35            |                 |          |          |
|    | vots en blanc                             |                                    | 71.142    | 3,34            |                 |          |          |
|    | total vots                                |                                    | 2.129.245 | 100             |                 |          |          |
|    | total dels votants inscrits a les llistes |                                    | 2.330.154 | 9,63% abstenció | 9,63% abstenció | 99       | 31       |